# Vojvoda Huan od Qija
Vojvoda Huan od Qija (齊桓公, Qí Huán Gōng, ? - 643. pr. Kr.) bio je najpoznatiji vladar drevne kineske države Qi u razdoblju proljeća i jeseni. Rodno ime mu je bilo Jiāng Xiǎobái (姜小白) i bio je brat vojvode Xianga. 
Nakon bratove smrti je 685. pr. Kr. preuzeo vlast i dao pogubiti svog suparnika, princa Jiua. Na nagovor svog vjernog sluge Bao Shuyaa je za premijera imenovao Guan Zhonga, iako ga je Guan, vjeran Jiuu, prije toga bio pokušao ubiti. Ta se odluka pokazala ispravnom, jer je Guan kao talentiran birokrat poduzeo cijeli niz reformi, a Qi doživjela svoj zenit kao najmoćnija kineska država tog razdoblja.
Pod geslom ‘štovanje kralja i obrana od barbara’(尊王攘夷, pinyin: zūnwáng rǎngyí), vojvoda Huan je stekao hegemoniju nad ostalim državama drevne Kine. Pomogao je državama Yan, Xing i Wei da se obrane od barbara. Također je vodio alijansu kineskih država protiv države Chu kako bi ‘obranio čast kralja’.
Huanov slogan „Štovanje kralja i obrana od barbara” su kasnije preuzeli Japanci kao Sonnō jōi kada je započela Revolucija Meiji.
Kada je Guan Zhong bio na samrti, vojvoda Huan ga je pitao koga bi trebao imenovati novim premijerom. Guan Zhong mu je rekao da iz službe mora otpustiti Tang Wua, Yi Yaa, Shu Diaoa i Gongzi Kaifanga. Vojvoda Huan je poslušao, ali ih je vratio nakon nekoliko mjeseci. Ta četvorica su potom izvršila dvorski puč, zaključali vojvodu i njegovim odajama i počeli vladati tvrdeći da prenose njegove zapovijedi. Da nešto nije u redu je otkrila jedna od Huanovih žena, probivši rupu na zidu i otkrivši kako su vojvodu ministri izgladnjeli na smrt. Nije bio sahranjen jedanaest dana, te su se "crvi počeli probijati kroz vrata". (Guanzi, poglavlje Xiaocheng, prijevod Alana Ricketta, str. 428. – 32.)